# Convenção sobre as Zonas Húmidas de Importância Internacional

Logotipo da Convenção de Ramsar.

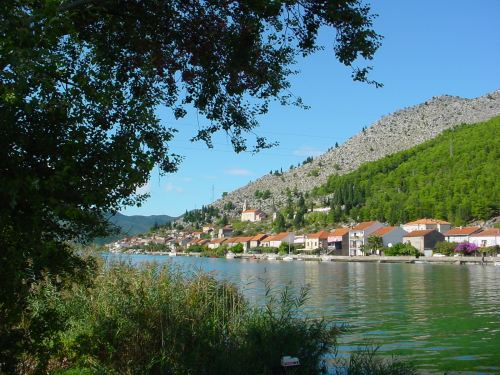
A Convenção de Ramsar visa a protecção das zonas húmidas e seus recursos.

A Convenção sobre as Zonas Húmidas de Importância Internacional Especialmente Enquanto Habitat de Aves Aquáticas, também conhecida como Convenção de Ramsar, por ter sido assinada na cidade iraniana de Ramsar, a 2 de Fevereiro de 1971, é um tratado internacional, que entrou em vigor em 1975.
É considerada o primeiro tratado intergovernamental a fornecer uma base estrutural para a cooperação internacional e acção nacional para a conservação e uso sustentável dos recursos naturais, em concreto, das zonas húmidas e seus recursos.

## Obrigações e Benefícios dos Países Signatários
Ao ratificarem a convenção, os governos dos países, Partes Contratantes da Convenção, designam um sítio a integrar a Lista de Zonas Húmidas de Importância Internacional e comprometem-se a trabalhar no sentido do uso sustentável das suas zonas húmidas através do planeamento territorial, desenvolvimento de políticas e publicação de legislação, acções de gestão e educação das suas populações. Comprometem-se, também, a designar sítios adicionais para a Lista de Zonas Húmidas de Importância Internacional e a assegurar a sua correcta e efectiva gestão e a cooperar internacionalmente relativamente a zonas húmidas transfronteiriças, a sistemas de zonas húmidas partilhados, espécies comuns e projectos de desenvolvimento que possam afectar zonas húmidas.
Quando um sítio Ramsar tiver perdido, ou estiver sob ameaça de perder, as suas características ecológicas, a respectiva Parte Contratante pode registá-lo na Montreux Record, uma lista dos sítios a conservar prioritários e que podem ser alvo da aplicação de um mecanismo de apoio e aconselhamento técnico previsto na convenção.

## Organização da Convenção
A Conferência das Partes (COP) reúne a cada três anos com o objectivo de promover políticas e as linhas condutoras para a aplicação da Convenção. Faz também parte da Convenção a Comissão Permanente, constituída representações das 6 regiões globais Ramsar, que reúne anualmente para conduzir a Convenção entre as reuniões da COP. Outros órgãos da Convenção são o Painel Técnico e Científico de Revisão, o Secretariado da Ramsar, que gere as actividades do dia-a-dia da Convenção e a MedWet Initiative, que fornece um modelo para a cooperação regional. Nacionalmente, cada Parte Contratante designa uma Autoridade Administrativa para a implementação da Convenção. Os países são também encorajados a estabelecer uma Comissão Nacional para as Zonas Húmidas.

## Partes Contratantes
No final de 2008, 158 países eram Partes Contratantes da Convenção e havia 1828 sítios designados na Lista de Zonas Húmidas de Importância Internacional, numa área total superior a 169 milhões de hectares. O Governo Português assinou esta convenção em 9 de Outubro de 1980, ratificou-a em 24 de Novembro desse mesmo ano, tendo entrado em vigor em 24 de Março de 1981. O Decreto n.º 101/80, de 9 de Outubro, publica em Portugal o texto da Convenção. Até final de 2008, Portugal contava com 28 sítios Ramsar correspondentes a uma área total de cerca de 86 mil hectares.
O Brasil, assina a Convenção a 24 de Setembro de 1993, tendo entrado em vigor a 16 de Maio de 1996 com a publicação do Decreto n.º 1 905. Desde essa data e até final de 2008, foram criados oito sítios Ramsar com uma área total de mais de 6,4 milhões de hectares.
Em 2004, em Moçambique, o Complexo de Marromeu foi aceito pela Convenção como sítio RAMSAR.